# Kriwodanowka
Kriwodanowka (russisch Криводановка) ist ein Dorf (selo) in der Oblast Nowosibirsk in Russland mit 10.051 Einwohnern (Stand 14. Oktober 2010).

## Geographie
Der Ort liegt knapp 20 km Luftlinie nordwestlich des Zentrums der Oblasthauptstadt Nowosibirsk, etwa 8 km vom linken Ufer des Hauptarm des Ob entfernt und wenig südwestlich von dessen kleinem linken Nebenarm Kriwodanowka. Den gleichen Namen trägt auch ein Bach, der durch das Dorf fließt und in den Ob-Arm mündet.
Kriwodanowka gehört zum Rajon Nowosibirski, dessen Verwaltungssitz ebenfalls Nowosibirsk ist. Das Dorf ist Sitz der Landgemeinde Kriwodanowskoje selskoje posselenije, zu der außerdem das Dorf Marussino (8 km südöstlich) und die Siedlung Pawino (8 km südlich, nur formal: Ort wurde im Zusammenhang mit der Erweiterung des unmittelbar südlich gelegenen Flughafens Nowosibirsk-Tolmatschowo ab den 1990er-Jahren aufgegeben und ist heute unbewohnt) gehören.

## Geschichte
Der Ort wurde 1700 gegründet und 1918 Sitz eines Dorfsowjets. Ab den letzten Jahrzehnten des 20. Jahrhunderts wuchs seine Bedeutung mit der Ansiedlung von großen vorwiegend landwirtschaftlichen Versorgungsbetrieben und Betrieben der Bauwirtschaft für die nahe Millionenstadt Nowosibirsk.

### Bevölkerungsentwicklung
| Jahr | Einwohner |
| ---- | --------- |
| 1868 | 227       |
| 1926 | 2.851     |
| 2002 | 9.123     |
| 2010 | 10.051    |

Anmerkung: ab 1926 Volkszählungsdaten

## Verkehr
Kriwodanowka ist über eine Straße an die links des Ob gelegenen Stadtteilen von Nowosibirsk und die dort verlaufende Regionalstraße 50K-12 Nowosibirsk – Kolywan – Grenze zur Oblast Tomsk (dort weiter Richtung Melnikowo – Tomsk) angebunden. Nordwestlich des Dorfes führt sie weiter zur 6 km nordwestlich verlaufenden weiträumigen nördlichen Umgehung von Nowosibirsk im Verlauf der föderalen Fernstraßen R254 Irtysch und R255 Sibir (ehemals M51/M53).
Die nächstgelegene Bahnstation ist Nowosibirsk-Sapadny („West“) an der Transsibirischen Eisenbahn. Von dort führt eine Güteranschlussstrecke zum Gewerbegebiet südöstlich von Kriwodanowka; eine früher existierende Weiterführung zu den Sandgruben nordwestlich des Dorfes wurde abgebaut.